# アル・ドゥハイルSC
アル・ドゥハイルSC（アラビア語: نادي الدحيل الرياضي, 英語: Al Duhail SC）は、カタールの首都ドーハをホームタウンとする、総合スポーツクラブ。
サッカー部門が著名であり、以下はそのサッカー部門に関して記述する。

## 概要
カタール・スターズリーグに加盟するプロサッカークラブ。ホームタウンはカタールの首都ドーハである。現在のホームスタジアムはカタール首都ドーハ・ドゥハイル地区にあるアブドゥッラー・ビン・ハリーファ・スタジアム（収容人員は9,000人）であり、2013年に開場された。
1938年にアル・ショルタ・ドーハ(Al-Shorta Doha)という名前で設立された警察のサッカークラブが前身で、2009年にカタール・スターズリーグに昇格したのを機に「レフウィヤSC」と改名した。
2010-11年シーズンに、国内リーグで優勝し、クラブ初となるタイトルを獲得した。
2017年4月、2016-2017シーズン後にアル・ジャイシュを併合し「レフウィヤSC」から「アル・ドゥハイルSC」となることが発表された。2017-2018シーズンには、史上初となる無敗でのスターズリーグ制覇を果たした。

## タイトル

### 国内タイトル
- カタール・スターズリーグ：8回
  - 2010-11, 2011-12，2013-14, 2014-15、2016-17、2017-18, 2019-20, 2022-23

- カタール・セカンドディビジョン：1回
  - 2009-10

- アミールカップ：4回
  - 2016, 2018, 2019, 2022

- クラウンプリンスカップ（カタールカップ）： 4回
  - 2013，2015, 2018, 2023

- シェイフ・ジャーシムカップ：2回
  - 2015，2016

- カタール・スターズカップ：1回
  - 2023

### 国際タイトル
なし

## 過去の成績
| シーズン | リーグ | 順位 | EC           | CPC （カタールカップ） | SJ                   | アジア | アジア               |
| -------- | ------ | ---- | ------------ | ---------------------- | -------------------- | ------ | -------------------- |
| 2008-09  | Q2D    | 4位  | -            | -                      | -                    | -      | -                    |
| 2009-10  | Q2D    | 1位  | 2回戦敗退    | -                      | 準優勝               | -      | -                    |
| 2010-11  | QSL    | 1位  | 準決勝敗退   | 準決勝敗退             | 準決勝敗退           | -      | -                    |
| 2011-12  | QSL    | 1位  | -            | 準決勝敗退             | -                    | CL     | グループステージ敗退 |
| 2012-13  | QSL    | 2位  | 準決勝敗退   | 優勝                   | グループステージ敗退 | CL     | ベスト8              |
| 2013-14  | QSL    | 1位  | 準々決勝敗退 | 準優勝                 | グループステージ敗退 | CL     | グループステージ敗退 |

## 現所属メンバー
2022年9月22日時点
注：選手の国籍表記はFIFAの定めた代表資格ルールに基づく。
| No. | Pos. |            | 選手名                       |
| --- | ---- | ---------- | ---------------------------- |
| 1   | GK   | カタール   | ムハンマド・アル＝バクリ     |
| 2   | DF   | カタール   | ムハンマド・ムーサ           |
| 3   | DF   | カタール   | ムハンマド・アラエルディン   |
| 5   | DF   | カタール   | バッサーム・アッ＝ラーウィー |
| 7   | MF   | カタール   | イスマエル・モハマド         |
| 8   | MF   | カタール   | ルイス・ジュニオール         |
| 9   | FW   | ブラジル   | コウチーニョ                 |
| 10  | MF   | ベルギー   | エジミウソン                 |
| 11  | FW   | カタール   | アルモエズ・アリ             |
| 12  | MF   | カタール   | カリム・ブディアフ           |
| 13  | MF   | チュニジア | フェルジャニ・サシ           |
| 14  | FW   | ケニア     | マイケル・オルンガ           |
| 15  | DF   | カタール   | Mohamed Al-Naemi             |
| 16  | MF   | カタール   | アハマド・モイーン           |
| 17  | FW   | カタール   | アブデルラーマン・ムスタファ |
| 18  | DF   | カタール   | スルタン・アル＝ブラケ       |
| 19  | MF   | 大韓民国   | 南泰煕                       |
| 20  | MF   | カタール   | アリー・アフィーフ           |

| No. | Pos. |              | 選手名                       |
| --- | ---- | ------------ | ---------------------------- |
| 21  | GK   | カタール     | サラー・ザカリア             |
| 23  | MF   | カタール     | アッシム・マディボ           |
| 25  | MF   | アルジェリア | アドレーヌ・ゲディウラ       |
| 26  | FW   | カタール     | ラバ・ブサフィ               |
| 27  | MF   | カタール     | アブドッラー・アル＝アフラク |
| 29  | FW   | カタール     | モハメド・ムンタリ           |
| 31  | GK   | カタール     | Ali Ghulais                  |
| 35  | DF   | ポルトガル   | ルベン・セメド               |
| 36  | MF   | カタール     | Abdulaziz Mohamad            |
| 37  | MF   | カタール     | Abdelaziz Abu Shanab         |
| 38  | DF   | カタール     | Ibrahim Al-Mansoori          |
| 39  | FW   | カタール     | ルトフィ・マジャー           |
| 41  | FW   | カタール     | アハマド・リヤド             |
| 60  | MF   | カタール     | Abdallah Haroun              |
| 74  | MF   | カタール     | Fares Ame                    |
| 86  | FW   | カタール     | Rashid Al-Abdulla            |
| 99  | GK   | カタール     | シハブ・エルライティ         |

### ローン移籍
out
注：選手の国籍表記はFIFAの定めた代表資格ルールに基づく。
| No. | Pos. |            | 選手名                                    |
| --- | ---- | ---------- | ----------------------------------------- |
| 22  | MF   | カタール   | ハリド・ムハンマド (アル・アハリ・ドーハ) |
| 28  | MF   | チュニジア | ユセフ・ムサクニ (アル・アラビ・ドーハ)   |

| No. | Pos. |          | 選手名                         |
| --- | ---- | -------- | ------------------------------ |
| -   | DF   | カタール | Mohammed Emad (アル・ワクラSC) |
| -   | DF   | カタール | Ali Malolah (アル・ラーヤンSC) |

## 歴代監督
- ジャメル・ベルマディ 2010-2012
- エリック・ゲレツ 2012-2014
- ミカエル・ラウドルップ 2014-2015
- ジャメル・ベルマディ 2015-2018
- ナビル・マールル 2018-2019
- ルイ・ファリア 2019-2020
- ワリド・レグラギ 2020
- サブリ・ラムシ 2020-2021
- ルイス・カストロ 2021-2022
- エルナン・クレスポ 2022-2023
- クリストフ・ガルティエ 2023-

## 歴代所属選手
- アルナ・ディンダン 2010-2012
- バカリ・コネ 2010-2012
- ハーリド・ムフターハ 2010-
- マジード・ブーゲッラ 2011-2014
- 南泰煕 2012-2019
- セバスティアン・キンタナ 2012-2015
- イシアル・ディア 2012-2014
- ユセフ・ムサクニ 2012-
- ヴラディミル・ヴァイス 2014-2016
- チコ・フローレス 2014-2017
- 中島翔哉 2019
- トビー・アルデルヴェイレルト 2021-
- フィリペ・コウチーニョ・コレイア 2023-